# Frühstücksgeschirr

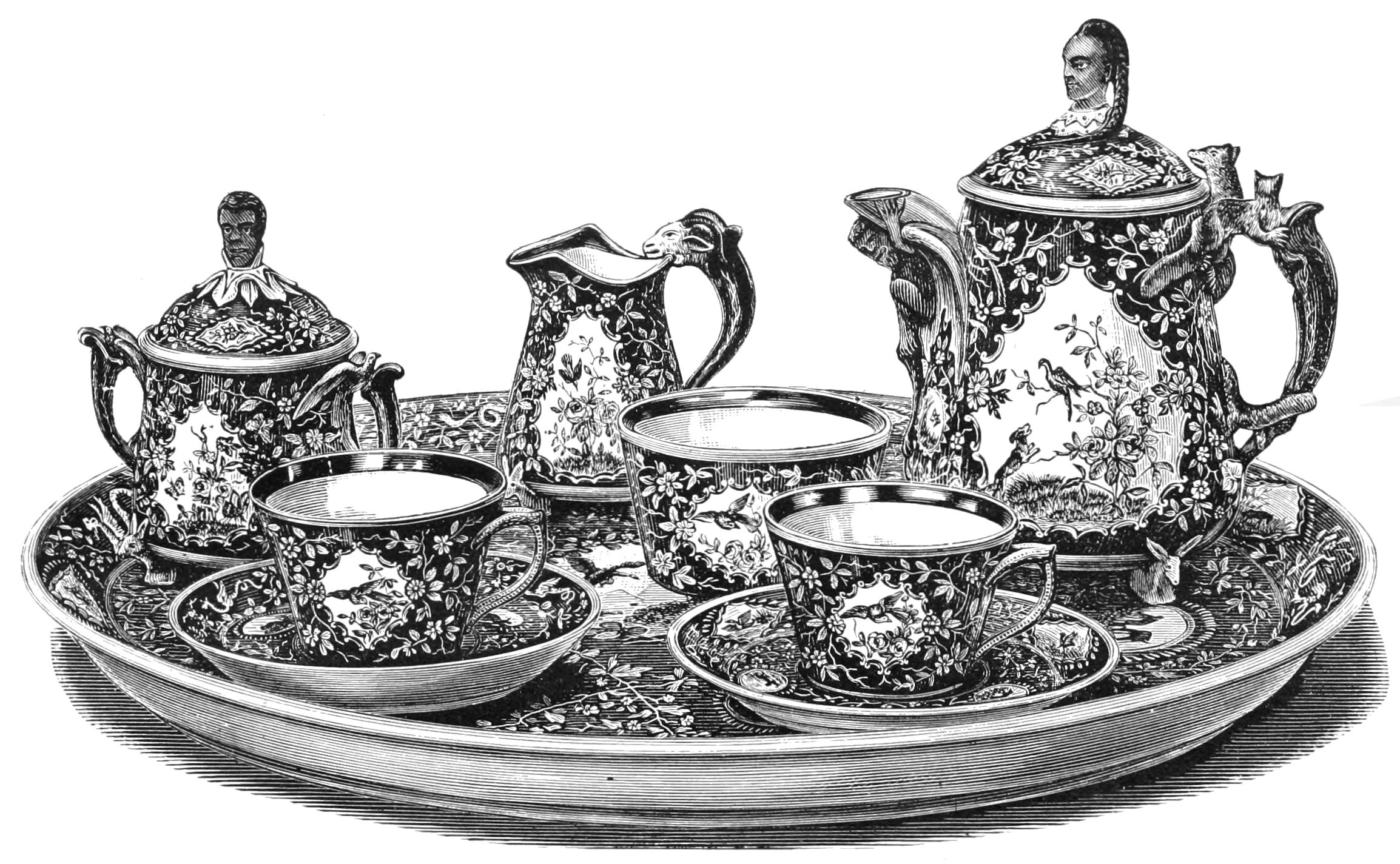
Ein Tête-à-Tête-Frühstücksgeschirr

Frühstücksgeschirr (auch Dejeuner-Geschirr genannt) ist speziell für den Gebrauch beim Lever bzw. beim Frühstück entwickeltes Essgeschirr, zur Konsumierung von Kaffee, Tee oder Schokolade im Bett oder an einem kleinen Tisch im Schlafzimmer oder Ankleideraum. Die Ausformung erfolgte und erfolgt fast ausschließlich in Porzellan, auch das dazugehörige Tablett. Zu den Frühstücksgeschirren zählen die Trembleuse, die Service Solitaire und Tête-à-Tête.
Frühstücksgeschirr wird heute kaum noch hergestellt und ist selten in Gebrauch.

## Frühstücksservice

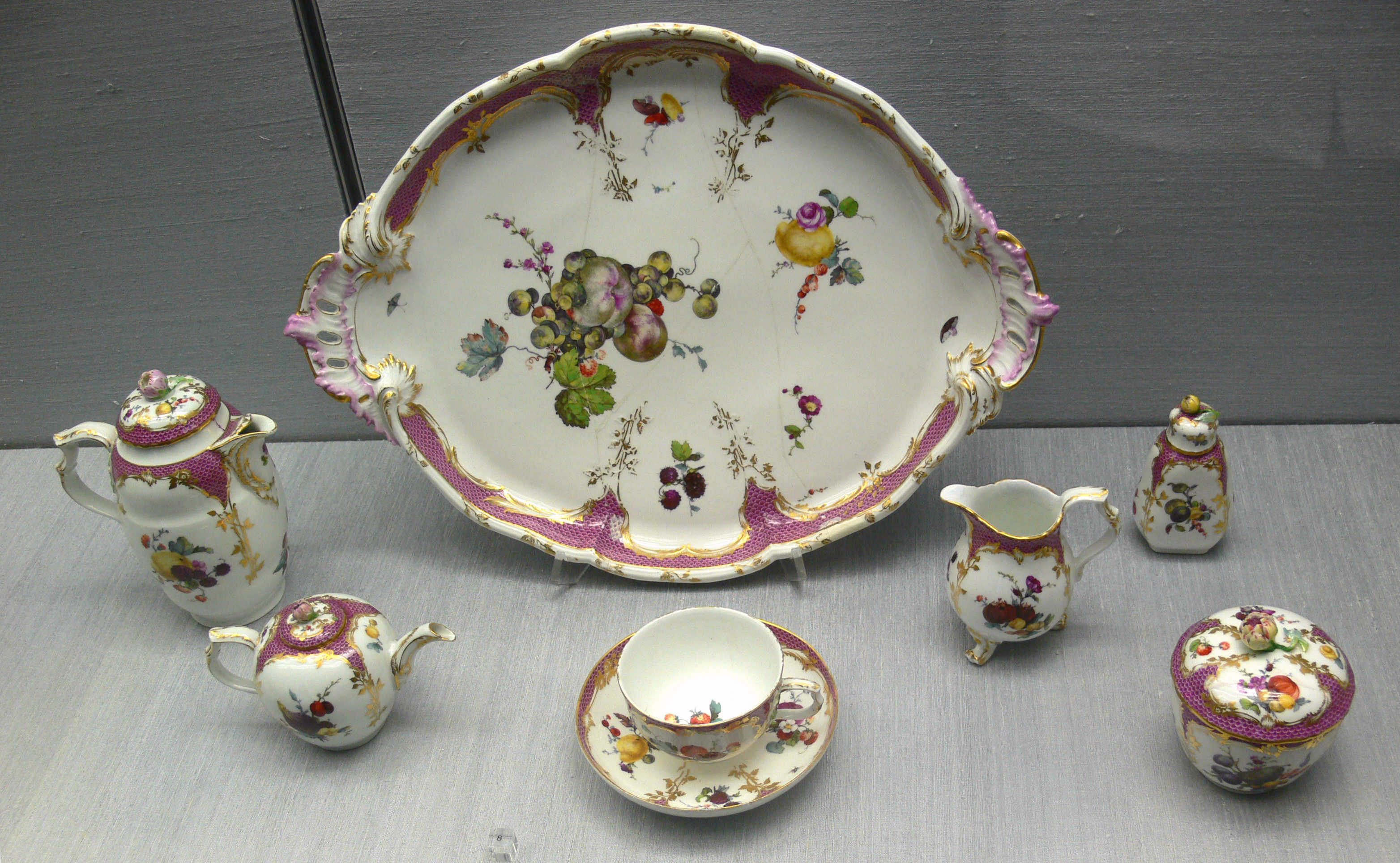
Frühstücksservice Modell „Neuzierrat“ (Tablett, Schokoladenkanne, Teekanne, Milchkännchen, Zuckerdose, Tasse mit Untertasse, Teebüchse) im Kunstgewerbemuseum Berlin

Ein Frühstücksservice ist ein Satz zusammengehörender Geschirrteile mit einheitlicher Form und gleichen Mustern (Dekor). Dabei unterscheidet man zwischen dem Solitaire, das für eine Person gedacht ist, und dem Tête-à-Tête, das für zwei Personen gedacht ist.
Ein Frühstücksgeschirr besteht aus:
- einem Serviertablett, auch als Kaffee- oder Teebrett bezeichnet[2]
- eine kleine Teekanne, Kaffeekanne oder Chocolatière
- einem Milch- oder Sahnegießer
- einer Zuckerdose
- ein (Solitaire) oder zwei (Tête-à-Tête) Tassen mit Untertasse
- eine Spülkumme (optional bei einem Frühstücksservice für Tee)
- eine Teeurne (optional bei einem Frühstücksservice für Tee)

Frühstücksgeschirr wurde an den Adelshöfen nicht nur zum Lever oder Frühstück benutzt, sondern auch bei Zwischenmahlzeiten, die in privaten Räumen eingenommen wurden.